# 海登 (亚利桑那州)
海登（英文：Hayden），是美国亚利桑那州希拉县下属的一座城市。面积约为1.27平方英里（约合3.3平方公里）。根据2010年美国人口普查，该市有人口662人，人口密度为523.2/平方英里。在建制上，该市属于“Town”。